# Arroyo Valentín Chico
El arroyo Valentín Chico es un curso de agua uruguayo que atraviesa el departamento de  Salto perteneciente a la cuenca hidrográfica del Río de la Plata.
Nace en la Cuchilla de Salto y desemboca por la margen izquierda del río Arapey.